# Place Saint-Pierre (Nantes)
Pour les articles homonymes, voir Place Saint-Pierre (homonymie).
La place Saint-Pierre est une place de Nantes, en France. Elle est bordée, à l'est, par la cathédrale Saint-Pierre-et-Saint-Paul.

## Situation et accès
Six artères débouchent sur la place située dans le Centre-ville de Nantes : la rue de l'Évêché et la rue du Roi-Albert au nord-est, la rue Portail au nord-ouest, la rue du Général-Leclerc-de-Hauteclocque à l'ouest, la rue de Verdun au sud-ouest, ainsi que la rue Mathelin-Rodier au sud-est.

## Origine du nom
La place servant de parvis à la cathédrale Saint-Pierre-et-Saint-Paul, elle a hérité de la première partie du nom de celle-ci. 

## Historique
La place Saint-Pierre se situe au niveau de l'accès est de la cité antique, comprise à l'intérieur de l'enceinte du castrum gallo-romain construite après les années 270. La première cathédrale est construite sur le site au IVe siècle.
Pendant longtemps, la partie de la place comprise entre la cathédrale et la rue Saint-Laurent, au sud, est occupée par un cimetière, qui n'est doté d'un mur qu'en 1592. En 1617, ce cimetière est déplacé.
Le 5 septembre 1661, alors qu'il est en visite à Nantes pour assister aux États de Bretagne, Louis XIV, ordonne l'arrestation de Nicolas Fouquet, son surintendant des finances. Après une tentative manquée devant le château des ducs de Bretagne, Charles de Batz-Castelmore d'Artagnan, mousquetaire du roi, parvient à arrêter Fouquet sur la place devant la cathédrale.
Avant le XVIIIe siècle, la place Saint-Pierre est une des rares places de la ville, c'est même la seule place monumentale, son existence étant liée à celle de la cathédrale, contrairement à celles du Bouffay, du Change ou Saint-Nicolas qui ont une fonction économique. La place Saint-Pierre a également un rôle de carrefour, du fait de sa proximité avec la porte Saint-Pierre à partir de laquelle part la route en direction de Paris.
Au début du XVIIIe siècle, le pavement de la place est à la charge de la municipalité (celui des rues est dévolu aux riverains), de même que l'entretien d'un puits public (la ville en compte treize en 1748). Pour l'historien d'art Pierre Lelièvre, la place n'a pas la vocation à accueillir un marché, sauf exceptionnellement, comme lorsqu'en 1740, certains marchands, chassés de celui du Bouffay, trop encombré, sont autorisés à s'installer provisoirement place Saint-Pierre. En revanche pour Yves Durand la place Saint-Pierre est le rendez-vous des marchands de fruits et légumes. En 1756, le maire fait supprimer des « boutiques » installées aux sorties latérales de la cathédrale.
Le premier architecte à proposer un agrandissement de la place est Pierre Vigné de Vigny (1690-1772). Le projet consiste à détruire certains bâtiments sur son côté nord, afin de créer une symétrie par rapport à la cathédrale. En effet, sur cette partie, les façades des immeubles se trouvaient dans l'alignement de la porte centrale du lieu de culte. Le plan de l'agrandissement envisagé donne à la place une forme de grand rectangle, auquel est accolé un hémicycle en face de la cathédrale. Vigné de Vigny a également proposé ce type de place pour la Chambre des Comptes et l'hôtel de ville. Le projet n'est pas mis à exécution.
Sous la Révolution, elle a été baptisée « place des Gracches ».
En 1860, Henri-Théodore Driollet établit à son tour un plan d'élargissement de la place. Mais c'est finalement l'architecte Eugène Demangeat, d'origine nantaise et installé à Paris, second prix de Rome, qui remporte le concours lancé pour la transformation de l'esplanade. La place, nivelée en 1867, est aménagée entre 1868 et 1872. La cathédrale, après 437 ans de travaux, est achevée en 1891.
- Concours de mars 1868 afin de donner à la place Saint-Pierre des façades régulières

## Bâtiments remarquables et lieux de mémoire
La cathédrale Saint-Pierre-et-Saint-Paul, bâtie entre 1434 et 1891, domine la place. Elle bénéficie d'un classement au titre des monuments historiques depuis 1862. De style gothique, haute de 63 mètres, de couleur claire en raison de l'utilisation du tuffeau, elle recèle le tombeau et les gisants du duc François II de Bretagne et de son épouse Marguerite de Foix.
À l'entrée de la cathédrale le perron de quatre marches, créé lors du nivellement de la place de 1867, contribue à la majesté de l'édifice.
L'alignement de 1868 a modelé une place régulière, sous forme d'un carré de 60 mètres de côté, bordé par les façades identiques des immeubles à cinq étages de type « haussmannien », accueillant des commerces au rez-de-chaussée. Les balcons des étages supérieurs sont en fonte moulée.

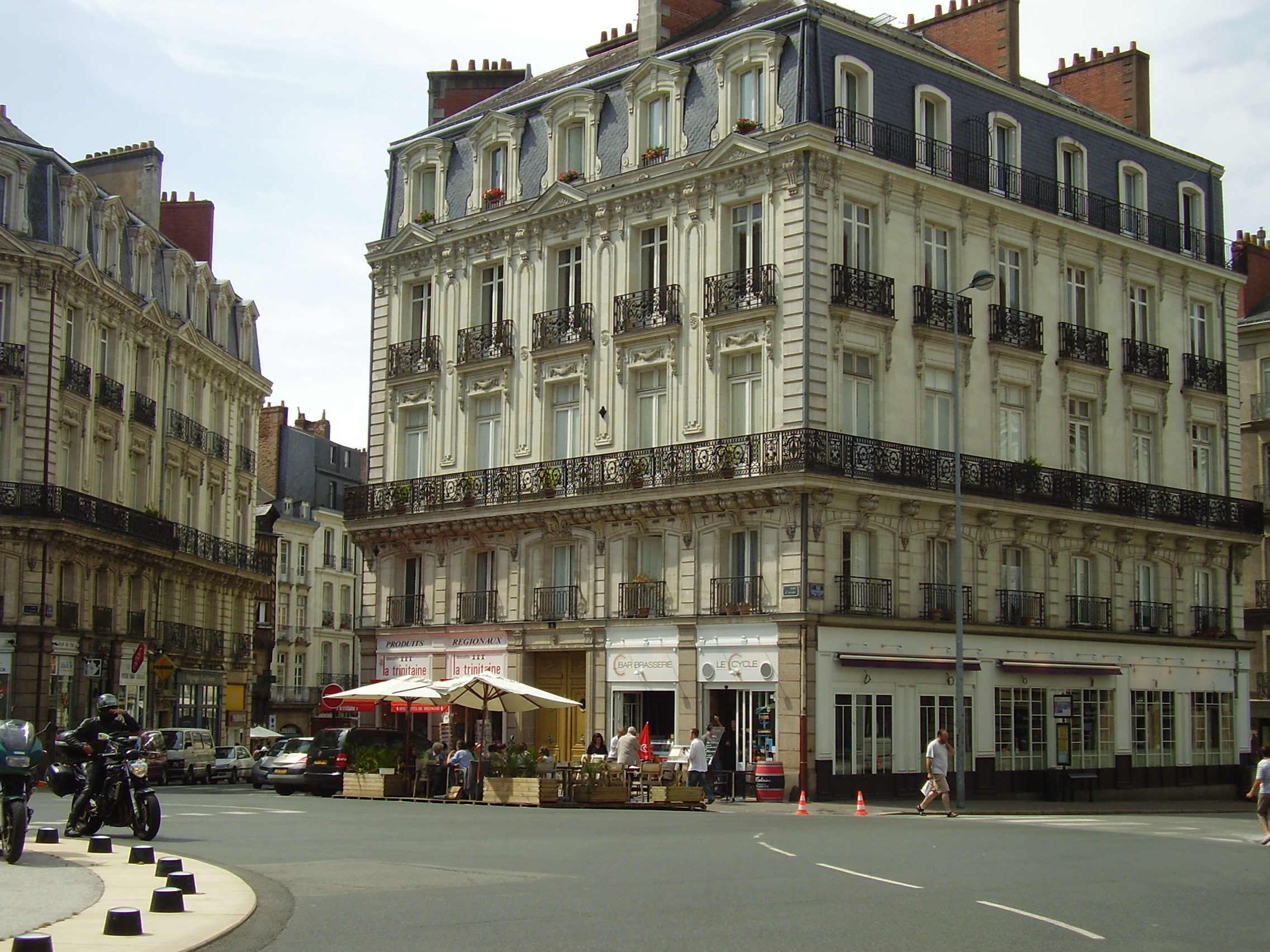
Immeuble, partie ouest de la place
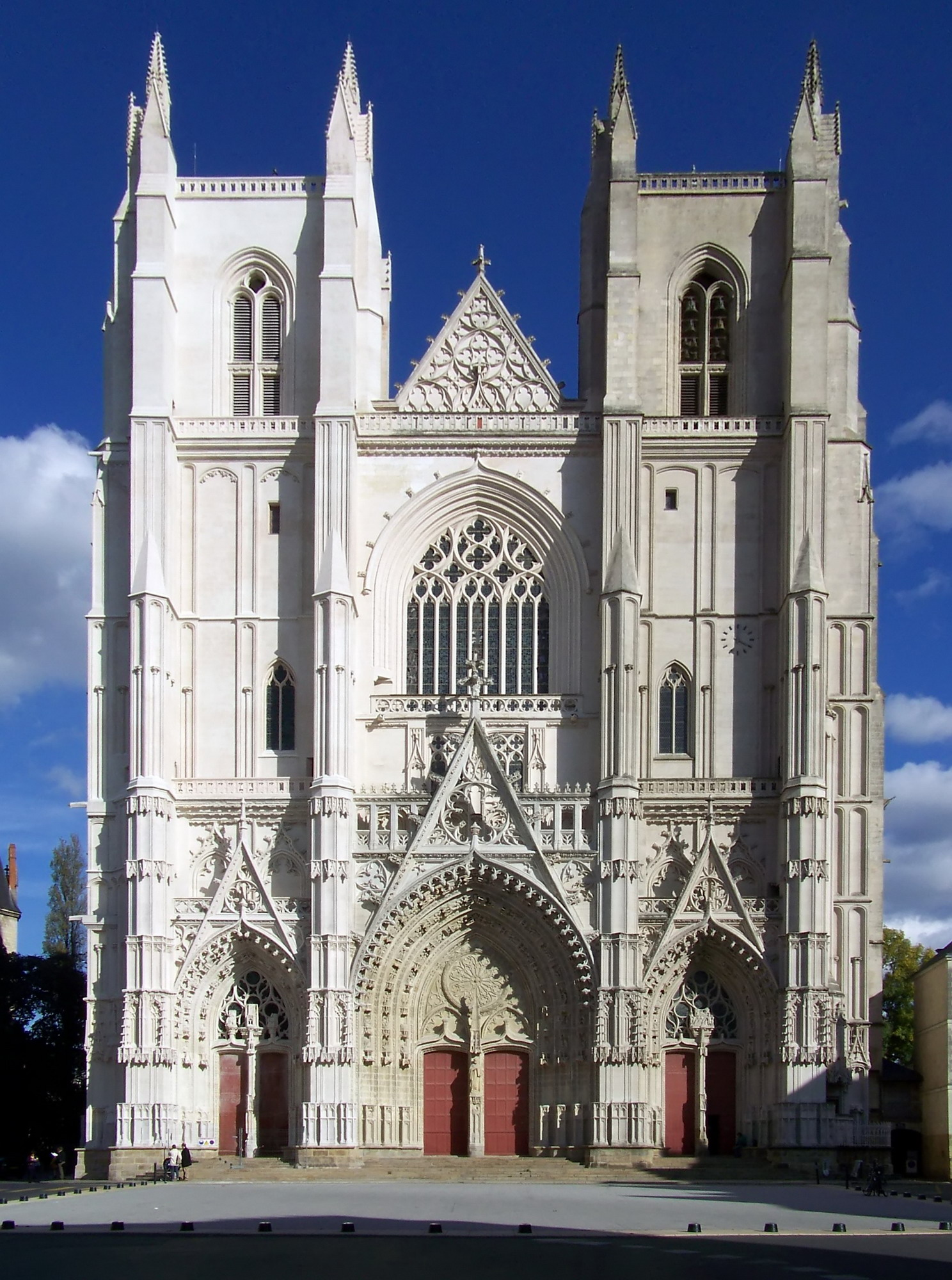
Façade occidentale de la cathédrale et son parvis

### Cinéma
La place a servi de décor pour le film L'Ironie du sort d'Édouard Molinaro (1974).